# Eduard de Wittelsbach
Eduard de Wittelsbach, en alemany Eduard von der Pfalz, (La Haia, Holanda, 5 d'octubre de 1625 - París, 10 de març de 1663) fou el sisè fill de l'elector Palatí i rei de Bohèmia Frederic V del Palatinat (1596 - 1632) i d'Elisabet d'Anglaterra (1596 - 1662). Va néixer a La Haia quan els seus pares eren a l'exili després de la derrota de la batalla de la Muntanya Blanca que li va suposar perdre la corona de Bohèmia. El seu pare era calvinista i va morir el 1632, quan ell tenia set anys. Però Eduard, influenciat per la seva dona, es va convertir al catolicisme tot i les amenaces de la seva mare, que el va excloure de la línia de successió del Palatinat. El 24 d'abril de 1645 es va casar amb Anna Gonzaga (1616 - 1684), filla del duc de Màntua Carles I (1580 - 1637) i de Caterina de Lorena (1585 - 1618). El matrimoni va tenir tres filles:
- Lluïsa Maria (1647 - 1679), casada amb el príncep Carles Teodor de Salm (1645 - 1710).
- Anna Enriqueta (1648 - 1723), casada amb Enric Juli de Borbó-Condé (1643 - 1709).
- Benedicta Enriqueta (1652 - 1730), casada amb el duc Joan Frederic de Brunsvic-Lüneburg (1625 - 1679).